# Айтел Фридрих III фон Хоенцолерн
Айтел Фридрих III фон Хоенцолерн (на немски: Eitel Friedrich III von Hohenzollern, * 1494, † 15 юни 1525 в Павия) е от 1512 до 1525 г. граф на Хоенцолерн от швабската линия на Дом Хоенцолерн.
Айтел Фридрих III е син на граф Айтел Фридрих II фон Хоенцолерн (1452 – 1512) и Магдалена фон Бранденбург (1460 – 1496), дъщеря на маркграф Фридрих III фон Бранденбург. Баща му е голям приятел с император Максимилиан I фон Хабсбург. Той наследява баща си през 1512 г. като регент на графството Хоенцолерн.
Айтел Фридрих учи заедно с по-късния император Карл V в Брюксел. Той е най-главният таен съветник при император Максимилиан I. Айтел Фридрих III е приятел с император Карл V и Елеонора Кастилска, кралицата на Португалия, които стават кръстници на син му Карл I.
Айтел Фридрих умира през 1525 г. в Павия, където е хауптман на немските ландскнехти. Предполага се, че е отровен от завистлив испански офицер. Погребан е в катедралата на Павия.

## Фамилия
Айтел Фридрих III фон Хоенцолерн се жени през 1515 г. за Йохана ван Витхем († 1544), дъщеря на Филип, господар на Берсел и Баутерсем. Те имат децата:
- Карл I (1516 – 1576), граф на Хоенцолерн
- Ферфрид († млад)
- Анна († 1574)
- Маргарета († млада)
- Айтел Фридрих († 1544), убит в битката при Сен-Дизие
- Феликс Фридрих († 1550)
- Йохана († 1550)

∞ 1539 фрайхер Якоб III фон Валдбург-Траухбург (1512 – 1542)